# Våler i Hedmark
|  | Se Våler i Østfold for kommunen med samme navn |
Våler  er en kommune i Innlandet fylke i Norge. Den grænser
i nord til Elverum, i øst til Trysil og Sverige, i syd til Åsnes og i vest til kommunerne Stange og Løten. Højeste punkt er Kjølberget der er 705 moh. Kommunen havde 3.682 indbyggere i 2019.
Efter indførelsen af formandskabsloven i Norge i 1837, var Våler en del af storkommunen Hof. I 1848 blev Åsnes udskilt som selvstændig kommune, med Våler som en del af denne. Videre blev Våler en selvstændig kommune i 1854, efter en stærk indsats fra blandt andet stortingsmand Christian Svenkerud.
Kommunen ligger nordligst i distriktet Solør, og kaldes derfor ofte Våler i Solør. Solør omfatter området mellem byerne Kongsvinger og Elverum, bestående af kommunerne Våler, Åsnes og Grue, og er en del af Glomma-dalstrøget. Øst i Solør, i grænseegnene mod Sverige, ligger området der er kendt som Finnskogen.
Våler kommune er præget af store skove og landbrugsarealer, og jord- og skovbrug er de vigtigste erhverv. Våler er blandt landets store skovkommuner og næsten 90% af kommunens samlede areal er dækket af skov.

## Historie

### Førkristen tid
Et rigt antal dyregrave, gravhøje vidner om menneskelig aktivitet og bosætninger i Våler fra ca. 1000 f.Kr. Men det var først med vikingetiden, fra ca 700 til 1000 e.Kr at Våler udviklede sig til mere end bare nogle spredte bosættelser. En periode i historien var Solør et mægtigt kongerige.
Navnet Våler kommer af ordet «vål», som betyder rydning eller område med grene og træstubbe fra ryddet mark. Et sagn fortæller om at Olav den Hellige drog gennem Solør for at kristne folket her i 1022. Da han nåede Våler stoppede han ved stedets gudehov for at holde ting. Han mødte først en del modstand blandt de lokale bønder, men med sin overlegne magt fik han til slut overtalt folket til at konvertere til kristendommen, som han også gjorde så mange andre steder. Han bestemte at der skulle bygges en kirke, men det opstod en uenighed om placeringen. Dette afgjorde kongen på enkelt vis, ved at tage sin bue og skyde en pil op mod himmelen og erklærede at hvor pilen landede, skulle kirken bygges. Pilen faldt ned i et «vål» nede ved Glommas bred. Dette gav navnet til både stedet og kirken. (Selv om kirken senere blev kaldt Mariakirken). Vålers kommunevåben illustrerer Olav den Helliges pil.

### Middelalderen
I middelalderen var Solør i stor grad bare en udpost som lå langt fra de almindelige færdselsårer. De få som fandt vejen dertil var stort set omstrejfere og pilgrimme som skulle til Olav den Helliges grav i Nidaros. En pilgrimsrute for svenske pilgrimme gik gennem Eidskog, Solør og Elverum; Adam af Bremen nævner denne rute så tidlig som i 1070. Langs denne rute stoppede pilgrimmene ofte ved Olavskilden i Våler, hvor legenden fortæller at Olav den Hellige gav sin hest vand. Kilden skal sagdes at have helbredende egenskaber.

### Finneindvandringen
En vigtig del af Våler og Solørs historie er indvandringen og bosætningen af finner i de til da folketomme skovområder mellem Solør og Värmland som startede i slutningen af 1500-tallet. På denne tid var de skove som var langt fra bygderne nærmest værdiløse og der blev derfor kun lidt konflikt med befolkningen i Våler. Den finske indvandring skyldtes at der på denne tid var hungersnød og krig i Finland, samt at den svenske konge, Gustav Vasa, ønskede indvandrerne velkommen for at få opdyrket de enorme ubrugte skovarealer i grænseområderne, for på sigt at øge skatteindtægterne til Sverige.
Finnerne medbragte deres specielle kultur og levevis, blandt andet den specielle form for jordbrug, man kalder svedjebrug. Denne metode indebar at man satte ild på skoven og dyrkede det nedbrændte område som på grund av asken var ganske frugtbar. Første år dyrkede de rug, andet og tredje år kål eller turnips. Så kunne husdyrene græsse på området nogle år før skoven fik lov at vokse op igen. Sådan flyttede de rundt og brændte ned og dyrkede nye områder.
Finnerne medbragte også deres sprog, som stadig sætter sit præg på området , i form af stednavne og en del finske ord og udryk i dialekterne på stedet. 

### Kirkehistorie
De ældste oplysninger man har om Mariakirken er fra 1600-tallet. Det var en stavkirke, som i 1686 var i meget dårlig stand. 800 år efter Olav den Hellige var det næppe den samme kirkebygning som blev bygget der på hans tid. Antagelig var den blevet nedrevet og genopbygget mindst én gang, men den må alligevel have været flere hundrede år gammel. Den blev restaureret i slutningen af 1600-tallet, og holdt endnu et århundrede.
I 1804 sendte folket i Våler et brev til kongen i København, med spørgsmål om man kunne få lov til at nedrive den gamle kirke og bygge en ny. På ny var den gamle stavkirke i dårlig stand, og den var desuden alt for lille for det voksende bygdesamfund. Kongen gav lov til dette, og byggeriet startede senere samme år. Kirkespiret er dateret 1805, og den nye kirken blev indviet 26. juni 1806. Den gamle kirke blev nedrevet, og der står i dag et monument hvor den i sin tid stod.